# Nazario Pardini
Nazario Pardini (Arena Metato, frazione de San Giuliano Terme, 25 de Fevereiro de 1937) é um ensaísta, poeta e critico literario italiano.

## Biografia
Nascido em Arena Metato em 1937, licencia-se em Literatura italiana e, em seguida, em Filosofia na Universidade de Pisa; tem tambèm um blog.
Pardini é respeitado nos círculos literários italianos tanto por sua produção criativa quanto por suas contribuições críticas à poesia e literatura contemporâneas. É autor de uma trintena de livros e experto em Literatura italiana.

## Livros
Pardini publicou mais de 30 livros entre poesia e ensaio de literatura. Entre eles:
- 2000: Si aggirava nei boschi una fanciulla. 45 momenti di un viaggio fantastico, ma poco inverosimile, tra i predicatori dell'Occidente, eidicions ETS
- 2002: Le simulazioni dell'azzurro - Poesie 1997-2001, eidicions ETS
- 2010: Canti damore, Booksprint Edizioni
- 2011: Riccardo, racconti brevi, Booksprint Edizioni
- 2013: Dicotomie, eidicions The Writer
- 2015: I canti dell'assenza, eidicions The Writer
- 2017: Di mare e di vita, eidicions Macabor[2]
- 2021: I dintorni della solitudine, Guido Miano Editore

## Premios e honrarias
- Premio Micheloni, Sirio Guerrieri em La Spezia
- Premio CinqueTerre em Portovenere[3]
- Premio Portus Lunae em La Spezia
- Premio Città di Pontremoli em Pontremoli
- Premio Le Regioni em Pisa
- 1° Premio Ponte Vecchio, Premio à carreira poetica, Florença 2014/2015
- Diploma Apollinari outorgado na Faculdade de Cienças da Comunicação Social da Pontifícia Universidade Salesiana[4]
- Premio Le Muse em Florença
- Premio Mario Tobino em Vezzano Ligure[5]